# Дубровина, Зинаида Петровна
Зинаида Петровна Дубровина (октябрь 1906, Санкт-Петербург — 1996, Санкт-Петербург) — хозяйственный деятель, руководительница треста индивидуального пошива и ремонта одежды Ленинградодежда, коллекционерка, автор воспоминаний и стихов о войне.

## Биография
Родилась в октябре 1906 года в Санкт-Петербурге. Из семьи инженера на Китайско-Восточной железной дороге. Отец погиб, когда Дубровина была ребёнком. В детстве жила в Самаре, в приюте для вдов и сирот, где её мать работала учительницей. Училась в самарском филиале Строгановcкого художественного училища.
В 1930-е гг. возглавляла Крестецкий межрайонный строчевой промысловый союз — фабрику крестецкой строчки (сквозной вышивки).
Член ВКП(б) с 1931 года, партбилет № 2083564.

### В годы войны
Участница Великой Отечественной войны. На фронте с 5 июля 1941 года, добровольно вступила в народное ополчение Ленинграда — политрук медсанроты 2-го стрелкового полка 2-й гвардейской дивизии: участвовала в боях в пригороде Ленинграда, лично выносила с поля боя раненых. Во время Блокады Ленинграда — парторг ленинградского эвакогоспиталя № 282. Затем замполит во фронтовом госпитале № 44-45 Центрального фронта; замполит 2 автобатальона 56 полка 18 бригады на Первом Белорусском фронте.
Дошла до Берлина. Участник Берлинского парада победы 7 сентября 1945 года. Демобилизована в ноябре 1945 года в звании капитана.
Награждена Орденом Красной Звезды (1944), двумя Орденами Отечественной войны II степени (1945, 1985), медалью «За оборону Ленинграда» и другими.

### После войны
После войны руководила галантерейным промсоюзом, фабрикой «Ленэмальер».
Осенью 1950 г. возглавила убыточный трест «Ленинградодежда», в состав которого входили ателье индпошива Ленинграда и области, превратив его к 1953 г. в единственное в стране рентабельное предприятие подобного профиля. В составе первой промышленной делегации СССР во главе с А. Микояном, в 1956 году посетила Париж, побывала на швейном производстве у Кристиана Диора. По её инициативе в 1968 г. на Каменноостровском проспекте был построен по самым современным для того времени технологиям Дом мод по образцу дома моды Диора, ателье высшего разряда.
В 1956 г. впервые привезла в СССР из Парижа тайком текст письма Федора Раскольникова Сталину и давала читать его в Ленинграде «особо близким коммунистам»).
Коллекционировала антиквариат. Дружила с актёрами БДТ. Автор неопубликованных воспоминаний (переданы Библиотеке им. Маяковского).
Похоронена на Смоленском кладбище.

## Награды
Ордена Красной звезды, Отечественной войны 2-й степени, Трудового Красного знамени; медали «За оборону Ленинграда», «За освобождение Варшавы», «За взятие Берлина», «За победу над Германией».